# Atlantis 2000
Atlantis 2000 var en tysk popgruppe, der blev dannet i 1991 med det formål at repræsentere Tyskland ved Eurovision Song Contest 1991. Gruppen blev dannet af Alfons Weindorf og Helmut Frey, og det var da også de to der skrev sangen "Dieser Traum darf niemals sterben" som gruppen stillede op med. Sangen fik en 18. plads, med kun 10 point (6 fra Danmark), og gruppen gik i opløsning derefter. Sidenhen er sangen blevet kendt for at være en af de værste sange i Eurovision Song Contest-historien, for dens platte weltschmertz-tekst og halvringe vokalpræstation fra medlemmerne, samt kiksede påklædning. 

## Medlemmer
- Alfons Weindorf
- Helmut Frey
- Jutta Niedhart
- Klaus Pröpper
- Eberhard Wilhelm
- Clemens Weindorf

| Efterfulgte: Chris Kempers & Daniel Kovač med Frei zu leben | Tyskland i Eurovision Song Contest 1991 | Efterfulgtes af: Wind med Träume sind für alle da |

| Musikgruppe | Spire Denne artikel om en tysk musikgruppe er en spire som bør udbygges. Du er velkommen til at hjælpe Wikipedia ved at udvide den. |